# Giacomo Gregorio Gallo
Giacomo Gregorio Gallo, Iacobus Gallo (ur. 3 marca 1807 w Osimo, zm. 24 listopada 1881) – włoski duchowny katolicki, tytularny łaciński patriarcha Konstantynopola od 1878 roku do swojej śmierci w 1881 roku.

## Życiorys
Święcenia kapłańskie otrzymał 7 kwietnia 1832 roku.  15 lipca 1875 roku papież Leon XIII mianował go tytularnym łacińskim Patriarchą Konstantynopola. Sakrę otrzymał 25 lipca tegoż roku z rąk kardynała Edoardo Borromeo w bazylice św. Piotra na Watykanie. Zmarł w 1881 roku.